# أليكسي أرخيبوف
أليكسي أرخيبوف (الروسية: Архипов, Алексей Алексеевич) هو لاعب كرة قدم روسي في مركز الوسط، ولد في 24 مارس 1983 في موسكو في روسيا. لعب مع دينامو موسكو وشينيك ياروسلافل ولوخ إينيرجيا فلاديفوستوك ونادي كراسنودار.

## وصلات خارجية
- أليكسي أرخيبوف على موقع قاعدة بيانات كرة القدم.إي يو (الإنجليزية)
- أليكسي أرخيبوف على موقع Soccerway.com (الإنجليزية)